# Barnens Ö

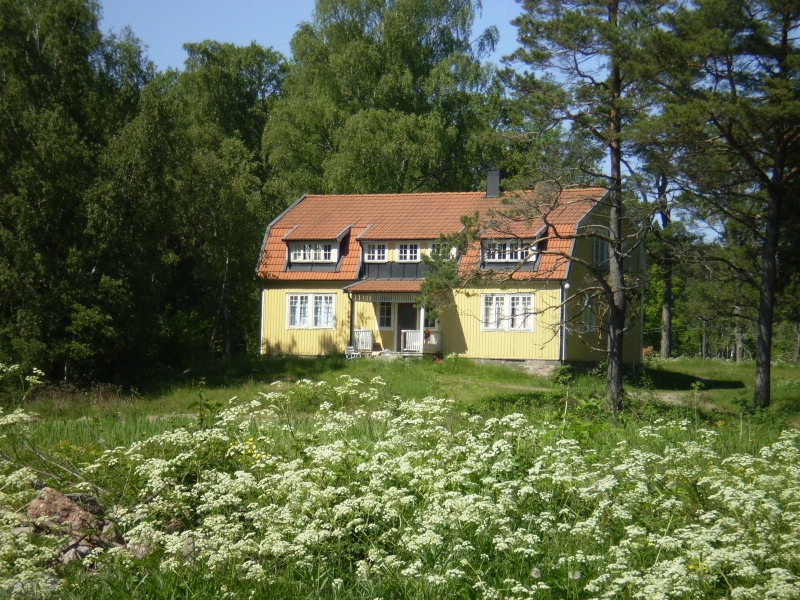
Strandvillan (die Strandvilla), eines der Wohngebäude von Parkudden in Barnens Ö

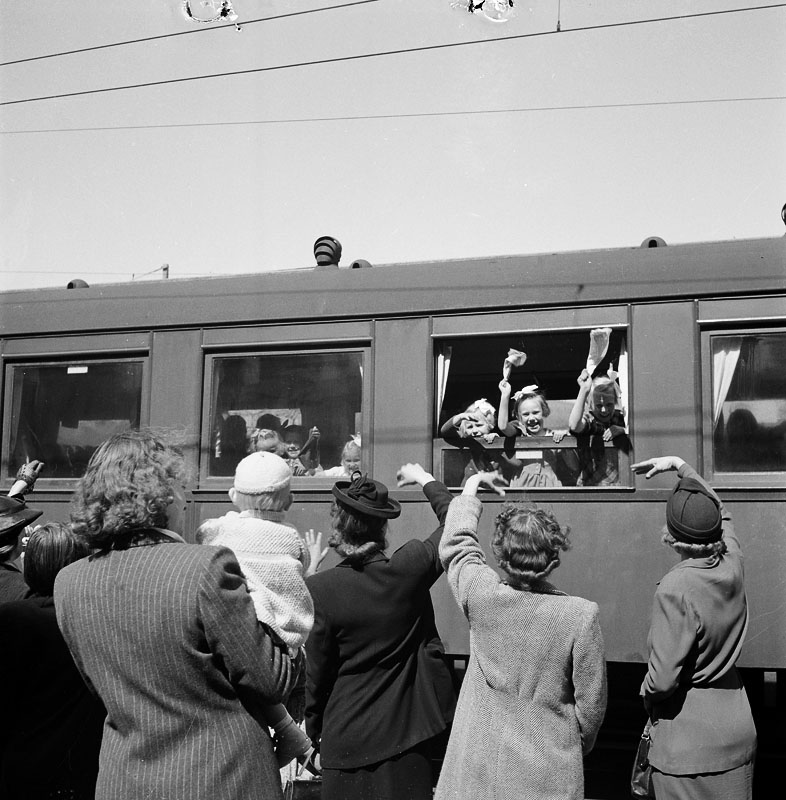
Sonderzug nach Barnens Ö, 1944

Unter dem Namen Barnens Ö ist ein Gebiet in Schweden bekannt, das zum Kirchspiel Väddö in der Kommune Norrtälje in der Provinz Stockholms län zählt. Dort finden seit 1912 Kinder- und Jugendfreizeiten statt. Es umfasst Lingslätö im südlichen Teil von Väddö und angrenzende Teile von Granö und Salnö. Das Gebiet grenzt im Osten an das Ålandsmeer und im Westen an die Bucht Bagghusfjärden.

## Geschichte
Bevor Barnens Ö 1912 eingeweiht wurde, gab es umfangreiche Planungen, ob man die Eisenbahnstrecke (Roslagsbanan), die hinter Edsbro nach Osten abbiegt, direkt südlich der heutigen Bagghus-Brücke vorbeiführen und ihre Endstation in der Umgebung von Granö haben sollte. Die Eisenbahnstrecke war eine wichtige Voraussetzung für jene Geschäftsleute, die Pläne hatten, eine Bade- und Hotelanlage nach kontinentalem Muster auf der südlichen Väddö-Insel zu errichten, etwa im Stil des Grandhotels in Saltsjöbaden. Die Gesellschaft Samnäs AB wurde für dieses Projekt gegründet, aber es konnte nicht verwirklicht werden. Man dachte daran, luxuriöse Schiffe zwischen Väddö und St. Petersburg verkehren zu lassen, aber diese hochtrabenden Ideen kamen nie über das Planungsstadium hinaus. Die vermögenden Stockholmer, die dort wohnen sollten, waren der Ansicht, dass es viel zu weit entfernt war, und zu wenige waren daran interessiert, Geld in die geplante Eisenbahnstrecke zu investieren. Zudem gab es die Befürchtung, dass die Kreuzfahrtschiffe auf Grund laufen könnten. Aus der geplanten Hotel- und Badeanlage wurde so stattdessen Barnens Ö.
1911 erwarb die Stiftung Barnens Dag das Gelände für 50 000 schwedische Kronen aus Spendenmitteln.
Barnens Ö wurde 1912 eingeweiht, nachdem die Stiftung Barnens Dag das Gebiet Lingslätö dazugekauft hatte. Dort gab es schon zwei Ferienfreizeitstätten (Östergården und Västergården), die von Östermalms skollovskoloniförening betrieben wurden. Diese wurden in Barnens Ö integriert, dazu kamen die neuen Freizeitstätten Vretarna, Stugorna und Solbo, sowie ein Krankenhaus. Durch Schenkungen kamen später weitere Freizeitstätten hinzu, zum Beispiel: Wassbergs minnen, das Cervinska-Heim (Cervinska hemmet) und der Assö-Hof (Assögården).
Heute gehören rund 20 Ferienfreizeitstätten (schwedisch: barnkoloni) zu Barnens Ö. Das Gebiet umfasst etwa 650 Hektar, zum Angebot gehören außerdem die Ausrichtung von Konferenzen sowie die Vermietung von Ferienwohnungen.
Barnens Ö dient als Schauplatz der ab 2014 ausgestrahlten Familiensaga und Fernsehserie Blutsbande.